# Police (województwo dolnośląskie)
Police – wieś w Polsce położona w województwie dolnośląskim, w powiecie milickim, w gminie Krośnice.

## Podział administracyjny
W latach 1975–1998 miejscowość położona była w województwie wrocławskim.